# Triacanthagyna williamsoni
Triacanthagyna williamsoni là loài chuồn chuồn trong họ Aeshnidae. Loài này được von Ellenrieder & Garrison mô tả khoa học đầu tiên năm 2003.